# Ми-3
Ми-3 е проект на лек съветски многоцелеви хеликоптер. Първоначално е проектиран през 1960 г. като по-тежка и по-голяма версия на Ми-2. Хеликоптерът е и съвместна разработка между СССР и Полша за конструирането на хеликоптер на базата на Ми-2, който трябва да замени Ми-4 след 1971 г. Проектът не се осъществява и остава като макет. Поляците решават да конструират напълно нов вертолет тяхна разработка с обозначението PZL W-3 Sokol.
Руснаците обозначават с Ми-3 подобрената версия на Ми-1, която е с четирилопатен главен ротор.